# Resolució 1232 del Consell de Seguretat de les Nacions Unides
La Resolució 1232 del Consell de Seguretat de les Nacions Unides, adoptada per unanimitat el 30 de març de 1999 després de reafirmar totes les resolucions anteriors del Sàhara Occidental, el Consell el Consell va ampliar el mandat de la Missió de Nacions Unides pel Referèndum al Sàhara Occidental (MINURSO) fins al 31 d'abril de 1999.
El Consell de Seguretat va ampliar el mandat de la MINURSO per permetre una comprensió entre el Marroc i el Front Polisario i les Nacions Unides sobre la implementació dels protocols d'identificació i vot de votants i continuar parlant sobre el retorn dels refugiats, acollint amb beneplàcit la represa de les activitats de preinscripció de l'Alt Comissionat de les Nacions Unides per als Refugiats a Tindouf, Algèria. Va donar la benvinguda a un acord entre el Govern del Marroc i el comandant de la Força de la MINURSO a les mines del territori i a munició sense explotar.
Finalment, el secretari general Kofi Annan fou encarregat de presentar un informe abans del 23 d'abril de 1999 sobre l'aplicació de la resolució actual.